# كين جاكوبسن
كين جاكوبسن (بالإنجليزية: Ken Jacobsen)‏ هو سياسي أمريكي، ولد في 2 مايو 1945 في الولايات المتحدة. حزبياً، نشط في الحزب الديمقراطي. وقد انتخب عضو مجلس نواب واشنطن.